# 2013 Tucapel
2013 Tucapel este un asteroid din centura principală, descoperit pe 22 octombrie 1971 de Carlos Torres.